# سوسبيل
سوسبيل (بالفرنسية: Sospel)‏ هي  بلدية فرنسية تقع في إقليم الألب البحرية من منطقة بروفنس ألب كوت دازور في جنوب شرق فرنسا. تبلغ مساحة هذه المدينة 62.39 (كم²)، وترتفع عن سطح البحر 354 م، يبلغ عدد سكانها 3520 نسمة حسب إحصاء المعهد الوطني للإحصاء والدراسات الاقتصادية سنة 2009 م. وترأس Jean-Mario Lorenzi البلدية خلال فترة (2008-2014).

## أعلام
- جان فرانسوا دانيال

## وصلات خارجية
- صفحة البلدية على موقع المعهد الوطني للإحصاء والدراسات الاقتصادية